# エスコリアル
エスコリアル（Escorial、1955年 - ?）とはブラジルの競走馬である。ブラジルを代表する名馬の1頭であり、三冠を達成したほか、アルゼンチンのカルロスペルグリニ大賞を制した。
父はデルビーイタリアーノ優勝馬オルセニゴ、母系はアルゼンチンで4代続いたアルゼンチンの土着牝系であるがアルゼンチンの経済崩壊に伴いブラジルに輸出されたエスコアである。その間に生まれたエスコリアルは、1958年から1960年までブラジル、アルゼンチンで走り、24戦11勝、2着5回、3着4回の成績を残した。1959年には三冠（リオデジャネイロ地区）であるリオ・デ・ジャネイロ州大賞（2000ギニーに相当）、ブラジルジョッキークラブ大賞、クルセイ・ド・スル賞（ダービーに相当）に勝ち三冠を達成している。また、同年末アルゼンチンに遠征し、カルロスペルグリニ大賞をブラジル馬として初めて制覇し、翌年の5月25日大賞も制した。だが、ブラジルに凱旋帰国し出走したブラジル大賞では1世代下のサンパウロ三冠馬ファーウェルの2着に敗れ引退。この敗戦のためブラジルではファーウェルの方が評価が高い。
引退後はフランスで種牡馬入りし、のちブラジルに再輸入されそこそこの成績を収めた。

## 血統表
| エスコリアルの血統ダークロナルド系 / St.Simon 5×5＝6.25%、Ajax I 5×5＝6.25%、 | エスコリアルの血統ダークロナルド系 / St.Simon 5×5＝6.25%、Ajax I 5×5＝6.25%、 | エスコリアルの血統ダークロナルド系 / St.Simon 5×5＝6.25%、Ajax I 5×5＝6.25%、 | （血統表の出典） | （血統表の出典） |
| 父 Orsenigo 鹿毛 1940年 イタリア                                              | 父の父Oleander 鹿毛 1924年 ドイツ                                             | Prunus                                                                        | Dark Ronald      | Dark Ronald      |
| 父 Orsenigo 鹿毛 1940年 イタリア                                              | 父の父Oleander 鹿毛 1924年 ドイツ                                             | Prunus                                                                        | Pomegranate      |                  |
| 父 Orsenigo 鹿毛 1940年 イタリア                                              | 父の父Oleander 鹿毛 1924年 ドイツ                                             | Orchidee                                                                      | Galtee More      | Galtee More      |
| 父 Orsenigo 鹿毛 1940年 イタリア                                              | 父の父Oleander 鹿毛 1924年 ドイツ                                             | Orchidee                                                                      | Orseis           |                  |
| 父 Orsenigo 鹿毛 1940年 イタリア                                              | 父の母Ostana 鹿毛 1930年 イタリア                                             | Havresac                                                                      | Rabelais         | Rabelais         |
| 父 Orsenigo 鹿毛 1940年 イタリア                                              | 父の母Ostana 鹿毛 1930年 イタリア                                             | Havresac                                                                      | Hors Concours    |                  |
| 父 Orsenigo 鹿毛 1940年 イタリア                                              | 父の母Ostana 鹿毛 1930年 イタリア                                             | Olba                                                                          | Kibwesi          | Kibwesi          |
| 父 Orsenigo 鹿毛 1940年 イタリア                                              | 父の母Ostana 鹿毛 1930年 イタリア                                             | Olba                                                                          | Hollebeck        |                  |
| 母 Escoa 鹿毛 1943年 アルゼンチン                                             | 母の父British Empire 鹿毛 1937年 イギリス                                     | Colombo                                                                       | Manna            | Manna            |
| 母 Escoa 鹿毛 1943年 アルゼンチン                                             | 母の父British Empire 鹿毛 1937年 イギリス                                     | Colombo                                                                       | Lady Nairne      |                  |
| 母 Escoa 鹿毛 1943年 アルゼンチン                                             | 母の父British Empire 鹿毛 1937年 イギリス                                     | Rose of England                                                               | Teddy            | Teddy            |
| 母 Escoa 鹿毛 1943年 アルゼンチン                                             | 母の父British Empire 鹿毛 1937年 イギリス                                     | Rose of England                                                               | Perce-Neige      |                  |
| 母 Escoa 鹿毛 1943年 アルゼンチン                                             | 母の母Submarina 栗毛 1933年 アルゼンチン                                      | Silurian                                                                      | Swynford         | Swynford         |
| 母 Escoa 鹿毛 1943年 アルゼンチン                                             | 母の母Submarina 栗毛 1933年 アルゼンチン                                      | Silurian                                                                      | Glacier          |                  |
| 母 Escoa 鹿毛 1943年 アルゼンチン                                             | 母の母Submarina 栗毛 1933年 アルゼンチン                                      | Coralina                                                                      | Copyright        | Copyright        |
| 母 Escoa 鹿毛 1943年 アルゼンチン                                             | 母の母Submarina 栗毛 1933年 アルゼンチン                                      | Coralina                                                                      | Pleamar F-No.3-m |                  |